# Seehamer See
Der Seehamer See liegt rund 40 km südöstlich von München. Er gehört zur Gemeinde Weyarn (Gemarkung Holzolling), grenzt mit seinem Südufer jedoch auch noch an die Gemeinde Irschenberg (Gemarkung Reichersdorf). Er liegt oberhalb des Leitzachtals zwischen den beiden Hauptendmoränenwällen des Inngletschers. In frühgeschichtlicher Zeit wurden die mehreren kleinen Seen, die an dieser Stelle lagen, noch „Osterseen“ (nach der Fruchtbarkeitsgöttin Ostara) genannt. Die kleinen Seen waren aus Toteislöchern entstanden und waren von 1631 bis zur Säkularisation 1803 im Eigentum des Klosters Weyarn. In der Stauferzeit befand sich auf der größten der fünf Inseln im See, der Burgstallinsel, die Burg Seeham der Grafen von Falkenstein (Großseeham-Falkenstein), deren Grundmauern bis zum Bau der Leitzachwerke sichtbar waren. Der Seehamer See liegt im Landschaftsschutzgebiet Seehamer See mit Wattersdorfer Moor.

## Lage
Der See liegt direkt an der Bundesautobahn 8 zwischen Weyarn und Irschenberg und ist touristisch stark erschlossen. Man kann direkt über die beiden Autobahnparkplätze „Seehamer See Ost“ und „Seehamer See West“ abfahren. Es befinden sich direkt am Seeufer zwei Campingplätze, der See kann auf einem gut ausgebauten Wanderweg vollständig umwandert werden. Das Südufer des Sees ist stark bewaldet. Dort befindet sich auch eine Quelle namens Deife ria di (hochdeutsch Teufel, rühr dich), die mit dem Wasser auch feinen Sand an die Oberfläche befördert.

## Daten
Der Seehamer See ist im Mittel 3,8 m und maximal 12 m tief. Bei einer Fläche von 1,47 km² ergibt dies ein Volumen von 5,586 Millionen m³.

### Leitzachwerke
Für den Betrieb der Leitzachwerke, einem Pumpspeicherkraftwerk, wurde der See in den Jahren 1911 bis 1913 aufgestaut und bildet seitdem einen einheitlichen See. Er dient nun, gespeist durch Zuleitungen der Leitzach, der Mangfall und der Schlierach, als Oberwasserbecken des Kraftwerks der Energiegewinnung. Durch die Aufstauung hat er ein durchschnittliches Wasservolumen von 6.000.000 m³, wobei rund 2.000.000 m³ zur Energiegewinnung entnommen werden können, wobei der Seepegel dann um bis zu zwei Meter fällt.
1929 wurde eine Wasserleitung eröffnet, die Wasser aus der Schlierach und der Mangfall in den Seehamer See leitet. Die Wasserleitung hat eine Länge von 7,8 Kilometern, die einen 2,5 Kilometer langen Stollen von der Mangfall zur Schlierach und einen 3,3 Kilometer langen Stollen von der Schlierach zum Seehamer See beinhaltet. Die maximale Überleitungsmenge ist durch die Kapazität der Verbindungsleitung und Gerinne begrenzt auf 14 Kubikmeter je Sekunde.

## Inseln
Im See liegen fünf kleine Inseln mit Größen zwischen rund 300 und 1600 m² (insgesamt 4400 m²). Die größte ist die Burgstallinsel. Die Inseln wurden alle als Moor- und Feuchtflächen im Flächennutzungsplan der Gemeinde Weyarn dargestellt.
Die beiden größten Inseln bilden die Flurstücke 890 und 891 der Gemarkung Holzolling. Die übrigen Inseln sind unter der Flurstücksnummer 899 für den See (einschließlich unbebauter Uferbereiche) subsumiert und vermessungstechnisch nicht separat erfasst.

## Galerie

Sonnenuntergang am Seehamer See
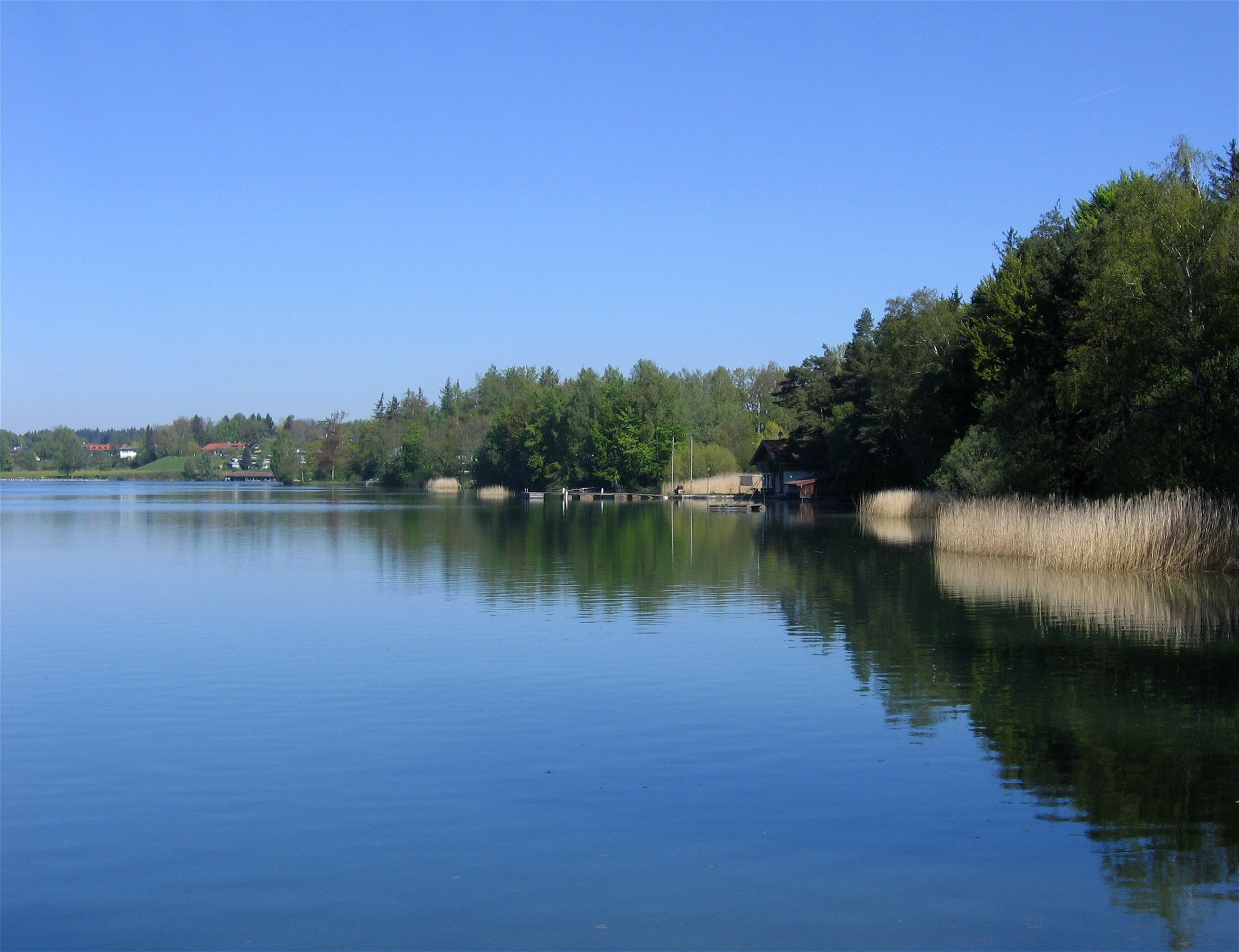
Seehamer See – Blick zum Ostufer
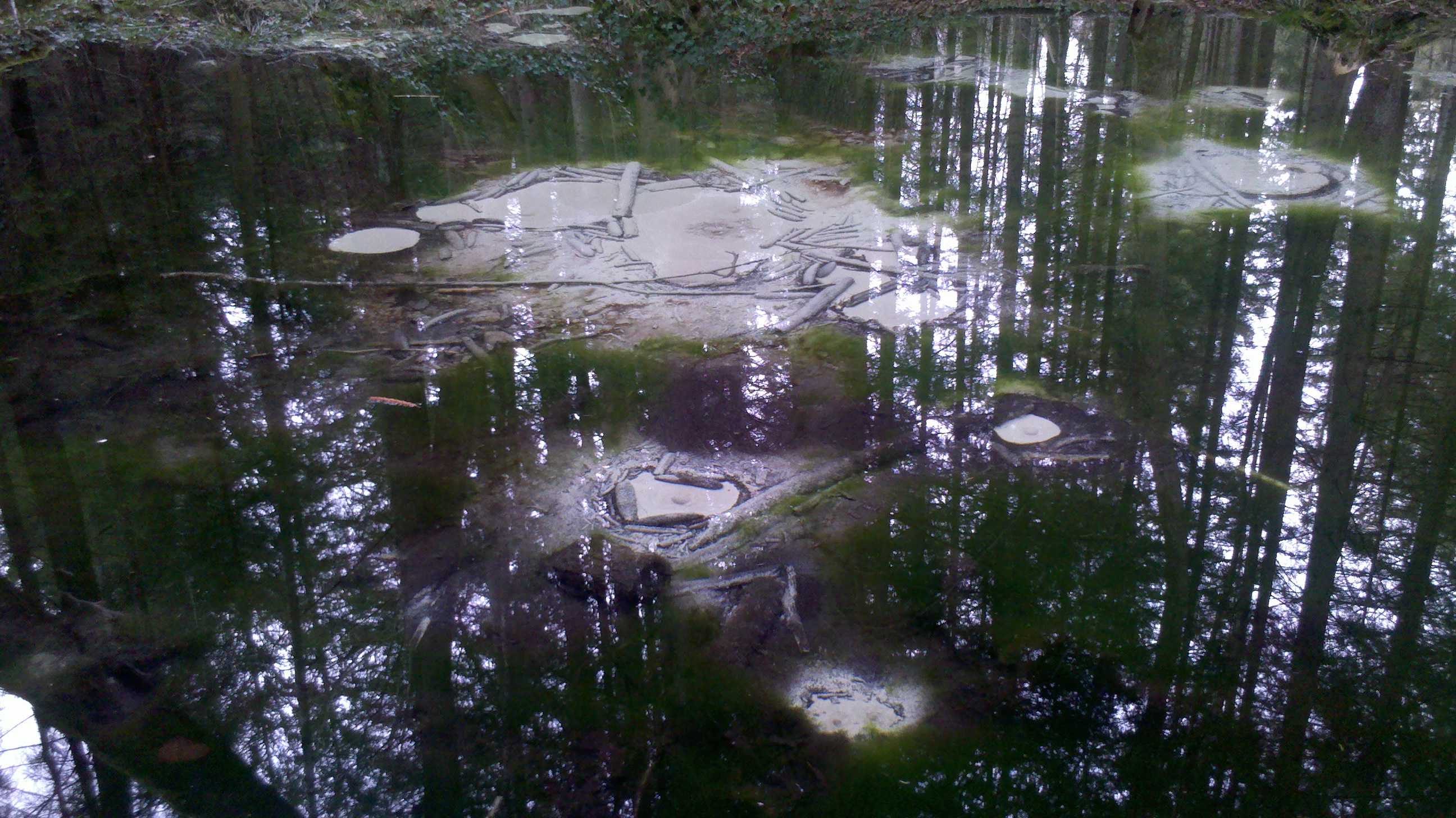
Quelle Deife ria di
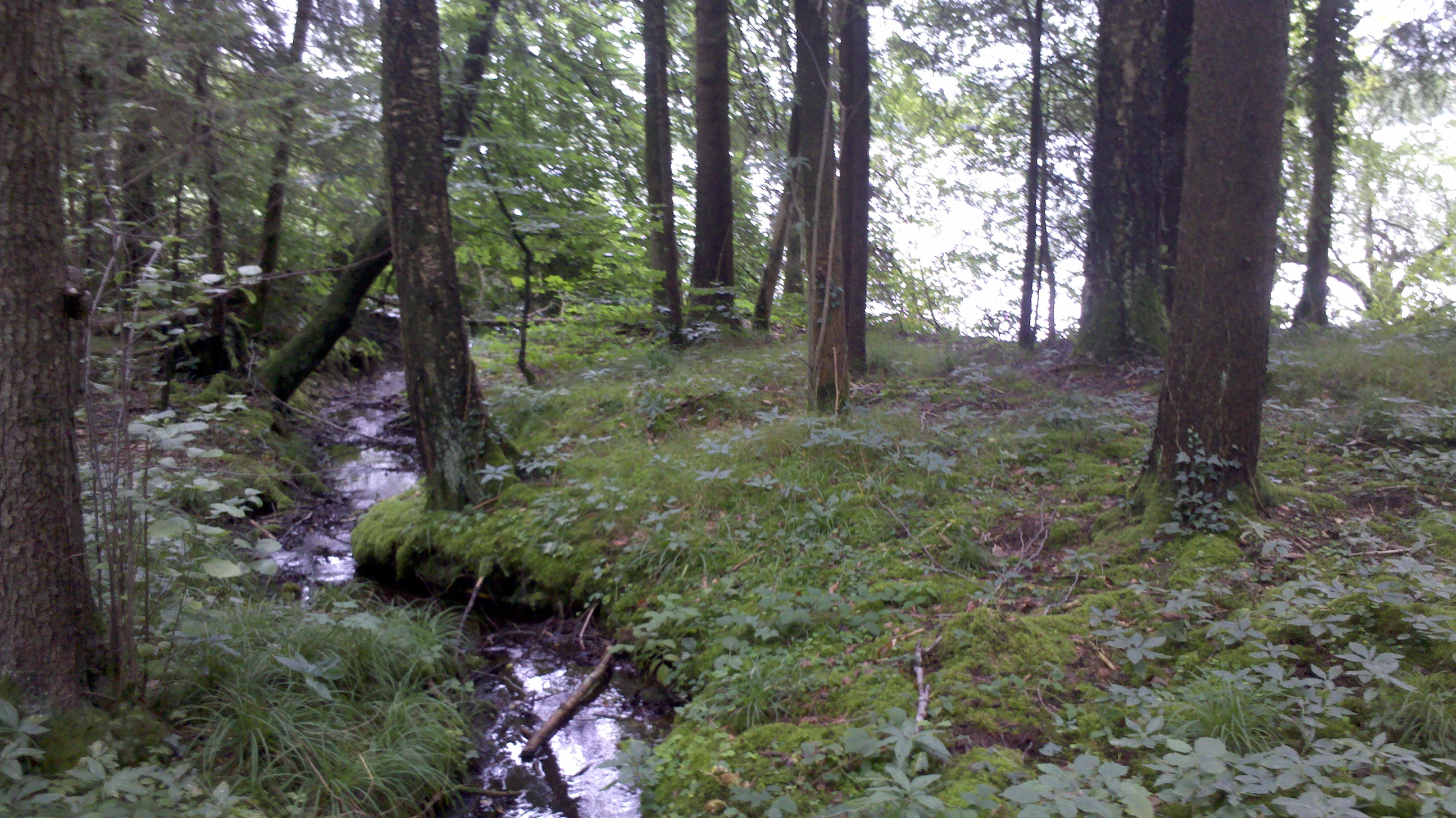
Zufluss (namenlos) am bewaldeten Südufer